# Angélica (Mato Grosso do Sul)
Angélica is een gemeente in de Braziliaanse deelstaat Mato Grosso do Sul. De gemeente telt 7.465 inwoners (schatting 2009).